# Phaeoses caenologa
Phaeoses caenologa är en fjärilsart som beskrevs av Edward Meyrick 1915. Phaeoses caenologa ingår i släktet Phaeoses och familjen äkta malar. Inga underarter finns listade i Catalogue of Life.